# Карака
Карака је назив за врсту једрењака са три или четири јарбола, која се развила у Медитерану у 15. веку. Брод под називом „carraca“ се први пут помиње у Ђенови у првој половини 14. века.
Карака се развила под утицају француског нефа и холандског кравела (види каравела). Служио је за превоз робе, али и за ратна дејства. Главни део прекоокеанске трговине 16. века и почетком 17. века одвијао се са караком, каравелом и нао. Захваљујући својој конструкцији, караке су биле први бродови способни да преплове океане. Као такве одиграле су кључну улогу у Добу открића.
Најпознатија карака у историји је Санта Марија, на којој је Колумбо открио Америку, а нешто касније је са караком/нао Викторија Магеланова експедиција опловила свет.
У 16. веку карака је еволуирала у Галеон.